# Gex contre Dr. Rez
Gex contre Dr. Rez (Gex 3: Deep Cover Gecko en version originale, et sur Nintendo 64), est un jeu vidéo de plates-formes développé par Crystal Dynamics, sorti en 1999 sur PlayStation et Nintendo 64. Le jeu fait partie de la série Gex. Il est édité par Eidos Interactive sur PlayStation, tandis que le portage sur Nintendo 64 est réalisé par Gratuitous Games, et édité par Crave Entertainment. Une adaptation sur Game Boy Color,  éditée par Eidos Interactive, paraît également en 1999 sous le nom Gex: Deep Cover Gecko en Europe (et Gex 3: Deep Pocket Gecko en Amérique du Nord).

## Histoire
Gex est un gecko agent secret doté de la parole. Le jour où une femme, l'agent Xtra, est enlevée, il entre dans des télés pour triompher des épreuves qu'elles renferment, dans le but de la retrouver.

## Système de jeu
La version Nintendo 64 s'étend sur 27 niveaux, soit trois de plus que la version PlayStation.
La version Game Boy Color est un jeu de plates-formes à défilement horizontal en deux dimensions dans lequel le joueur doit explorer les niveaux afin de trouver des télécommandes pour progresser au niveau suivant. Gex possède moins de mouvements que dans les autres versions du jeu. Malgré tout, il peut notamment donner des coups de queue aux ennemis et effectuer des sauts très hauts.

## Accueil
Concernant la version Game Boy Color, Nintendo Power loue la qualité des détails et les couleurs qu'affichent le jeu. Il soulève aussi que l'animation de Gex « n'est pas si mal aussi ». Il considère que la musique est « très bonne » et que les effets sonores sont « éclatants et efficaces ». Il regrette toutefois l'absence de punchlines, qu'il considère comme étant un point positif de la version Nintendo 64.